# Я, Франкенштейн
«Я, Франкенштейн» (англ. I, Frankenstein) — научно-фэнтезийный фильм о монстрах режиссёра Стюарта Битти по мотивам одноимённого графического романа Кевина Гревье, в главной роли Аарон Экхарт. Премьера в США состоялась 24 января 2014 года, в России — 23 января 2014.

## Сюжет
Фильм начинается с того, что Франкенштейн (Аарон Экхарт) возвращается с Крайнего Севера, неся на руках тело своего создателя, доктора Виктора Франкенштейна (Аден Янг). Согласно фильму, Виктор создал монстра зимой 1795 года, но затем решил избавиться от него, сковав цепями и бросив в реку с моста. Франкенштейн уцелел и, мстя учёному, убил его жену Элизабет (Виржини Лебрен). Преследуя Франкенштейна, Виктор загоняет его на Крайний Север, где погибает от холода.
Когда Франкенштейн пытается похоронить тело Виктора на семейном кладбище, его атакуют демоны. Франкенштейн убивает одного из них, а остальных демонов убивают гаргульи, слетевшие с ближайшей церкви. Гаргульи забирают Франкенштейна в Собор Парижской Богоматери, где находится штаб-квартира Ордена Гаргулий, созданного по приказу Архангела Михаила для борьбы с легионом демонов, выпущенных в мир при падении Люцифера. Многие века гаргульи ведут борьбу с демонами с помощью оружия, на которое нанесены знаки Ордена, а также креста и святой воды.
Гаргульи знают, что Франкенштейн нужен главе демонов, принцу Набериусу (Билл Найи). Военачальник гаргулий по имени Гидеон (Джай Кортни) считает, что Франкенштейна надо убить, однако королева гаргулий Леонора (Миранда Отто) приказывает освободить Франкенштейна. Она также приказывает спрятать найденный на могиле дневник Виктора Франкенштейна, содержащий записи о создании монстра. Королева гаргулий даёт главному герою библейское имя Адам. В арсенале герой выбирает себе оружие (пару булав) и уходит на Север, долгое время скрываясь и от гаргулий, и от демонов. Однако демоны продолжают преследовать Франкенштейна, и он решает охотиться на них. Уже в наши дни он приезжает в Париж, чтобы найти Набериуса.
Тем временем Набериус с помощью доктора-электрофизиолога Терры Уэйд (Ивонн Страховски), не подозревающей о том, кто её работодатель, ставит опыты по оживлению мёртвой плоти. Им даже удаётся оживить крысу, но они по-прежнему очень далеки от оживления человека.
Гаргульи, узнавшие о том, что разъярённый Франкенштейн, вернулся в Париж и бесконтрольно убивает демонов, хватают его и заточают в Собор Парижской Богоматери. Демоны же проводят дерзкую атаку, чтобы выкрасть столь нужного им для проведения опытов Франкенштейна. Во время боя демоны захватывают Леонору и предлагают Гидеону обменять её на Франкенштейна. Однако во время боя сочувствующие Адаму гаргульи освободили его, поэтому Гидеон предлагает демонам забрать дневник Виктора Франкенштейна. Преследуя демона, забравшего дневник, Адам видит подземелье, в котором Набериус собрал тысячи мёртвых тел, ожидающих оживления. Он понимает, что Набериус планирует вселить в бездушные тела души демонов, сделав их одержимыми, покончить с гаргульями, а затем уничтожить род человеческий.
Пробравшись во дворец Набериуса, Адам забирает дневник у Терры, уводит её с собой и раскрывает ей страшный план Набериуса. Пока Адам спит, Терра знакомится с дневником Виктора Франкенштейна и говорит, что поняла суть его метода. Демоны выманивают Терру в лабораторию и заставляют её начать процесс оживления её бывшего коллеги Карла. При этом они подключают компьютер в лаборатории к компьютеру в подземелье, так что Терра, сама не зная того, запускает процесс оживления армии Набериуса.
Адам предлагает гаргульям сделку — дневник в обмен на то, чтобы они отнесли его и Терру на Север. Однако гаргульи решили забрать дневник и убить Адама. Когда он понимает это, то сжигает дневник и выманивает гаргулий ко дворцу Набериуса. В финальном поединке Адама с Набериусом, тот пытается вселить демона в главного героя, но не может — выясняется, что у Адама появилась душа. Адам наносит священный знак Ордена на тело демона, и тот умирает. А гаргульям удаётся остановить начатый процесс оживления мёртвых.
В конце фильма Адам даёт обещание продолжить борьбу с демонами.

## В ролях
| Актёр            | Роль                                       |
| ---------------- | ------------------------------------------ |
| Аарон Экхарт     | Адам Франкенштейн / Чудовище Франкенштейна |
| Ивонн Страховски | Терра Уэйд                                 |
| Билл Найи        | Чарльз Уэссекс / Принц Набериус            |
| Миранда Отто     | Леонор королева гаргулий                   |
| Джай Кортни      | Гидеон предводитель армии гаргулий         |
| Сократис Отто    | Зуриил                                     |
| Кэйтлин Стэйси   | Кезая                                      |
| Махеш Джаду      | Офир                                       |
| Кевин Гревье     | Декар                                      |
| Дениз Акдениз    | Варахиил                                   |
| Стив Музакис     | Хелек                                      |
| Николас Белл     | Карл Эйвери                                |
| Аден Янг         | доктор Виктор Франкенштейн                 |
| Виржини Лебрен   | Элизабет Франкенштейн                      |

## Создание
В 2010 году Кевин Гревье продал первоначальный сценарий, основанный на его одноимённом графическом романе Darkstorm Studios, независимой продюсерской компании Lakeshore Entertainment, производящей серию фильмов «Другой мир». В начале 2011 года Lakeshore Entertainment наняла Стюарта Битти переписать сценарий и снять фильм. В ноябре 2011 года было подтверждено, что съёмки пройдут в Мельбурне, Австралия и, что производством фильма также будет заниматься австралийская компания Hopscotch Features.
7 октября 2011 года было объявлено, что главную роль сыграет Аарон Экхарт. В ноябре 2011 года к актёрскому составу присоединились Ивонн Страховски в качестве главной героини — ученого, воскрешающего мёртвых и Миранда Отто в качестве королевы гаргулий. Билл Найи, играющий злодея фильма, охарактеризовал своего персонажа, как «злобного типа, являющегося одним из ангелов, низвёргнутых вместе с Сатаной».
Съёмки начались 27 февраля 2012 года в Мельбурне на киностудии Docklands Studios Melbourne. В течение десяти недель съёмки проходили в штате Виктория. Фильм обеспечил более 500 рабочих мест.
Первоначально премьера фильма в США была назначена на 22 февраля 2013 года, но за пять месяцев до этого её перенесли на 13 сентября 2013. В феврале 2013 было объявлено, что фильм будет выпущен в формате 3D. В апреле дату премьеры вновь перенесли — на 24 января 2014.